# Marcelle Loeb
Pour les articles homonymes, voir Loeb.
Marcelle Loeb (28 avril 1923, Strasbourg, Bas-Rhin - 30 mars 1943, Sobibór, Pologne) est française, membre de la Résistance juive en France, arrêtée lors de la rafle de la rue Sainte-Catherine à Lyon, par la Gestapo, sous les ordres de Klaus Barbie. Elle est déportée et assassinée au camp d'extermination de Sobibor. Elle est âgée de 19 ans.

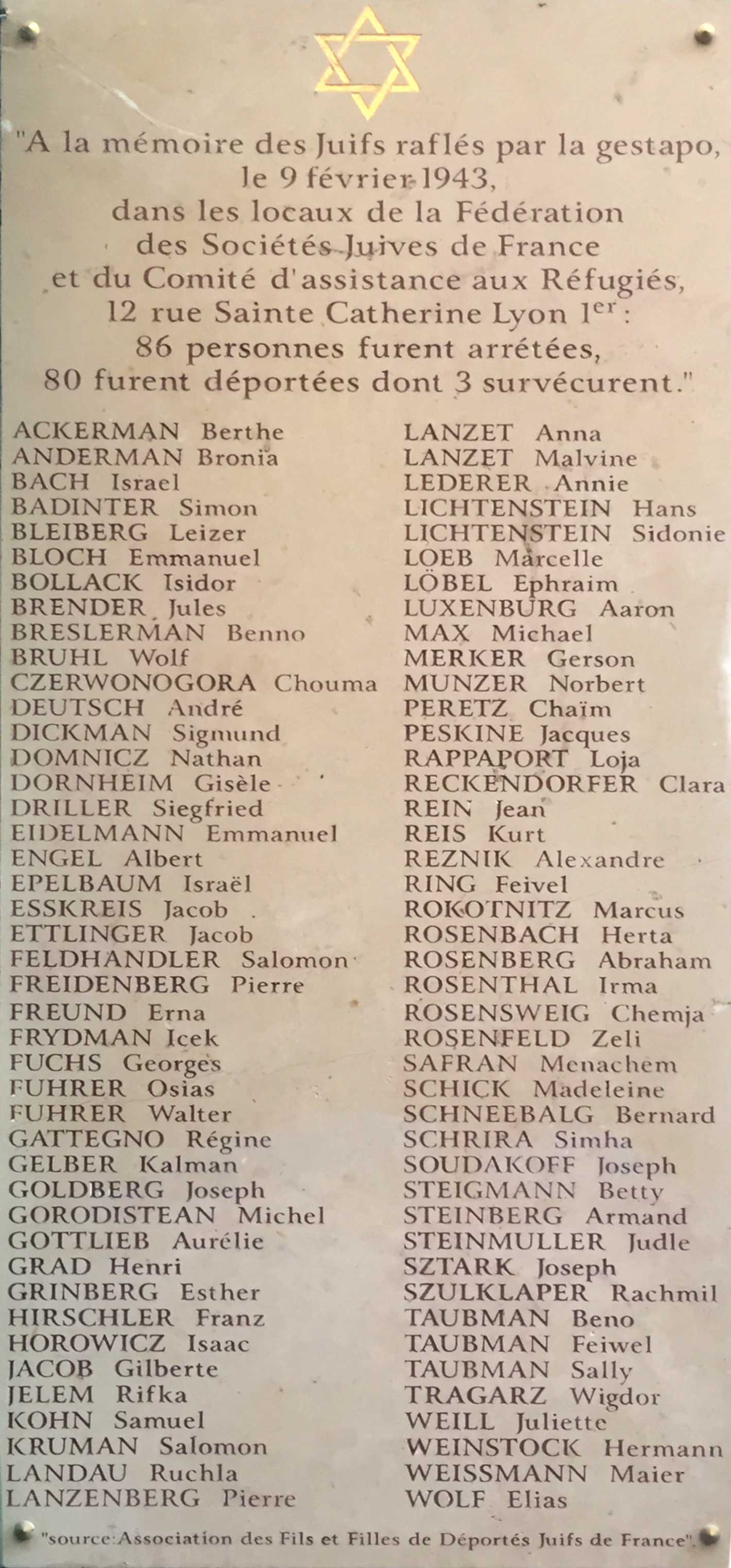
Plaque rue Sainte-Catherine.

## Biographie
Marcelle Loeb naît le 28 avril 1923, à Strasbourg, Bas-Rhin,,,.

### Éclaireuse
Marcelle Loeb fait partie des Éclaireuses et éclaireurs israélites de France (EIF). Elle entre dans la Résistance juive en France, dans la Sixième Section des EIF.

### La rafle de la rue Sainte-Catherine
Marcelle Loeb (dite « Topy »), qui est l'assistante du Dr Pierre Lanzenberg au centre médico-social de Lyon qu'elle anime avec lui, est arrêtée en même temps que lui,, lors de la rafle de la rue Sainte-Catherine à Lyon. Elle habitait au 12 boulevard Jules Favre à Lyon. Elle est déportée dans le convoi n° 53 du 25 mars 1943 qui part du camp de Drancy et arrive au camp d'extermination de Sobibor où elle est assassinée le 30 mars 1943.